# Adinkrasymboler
Adinkrasymboler är symboler som används av Ashantifolket i Ghana och Elfenbenskusten. Det är stiliserade tecken som representerar djur, växter, föremål, historiska händelser, attityder, ordspråk eller andra koncept. Symbolerna används ofta i samband med begravningar och avsked. De uppkom för cirka 400 år sedan, och omkring 400 symboler är idag kända, även om deras innebörd i vissa fall gått förlorad. 
Adinkarsymboler används ofta på lergods, textilier, metallföremål och annat hantverk, men även inom arkitektur. 

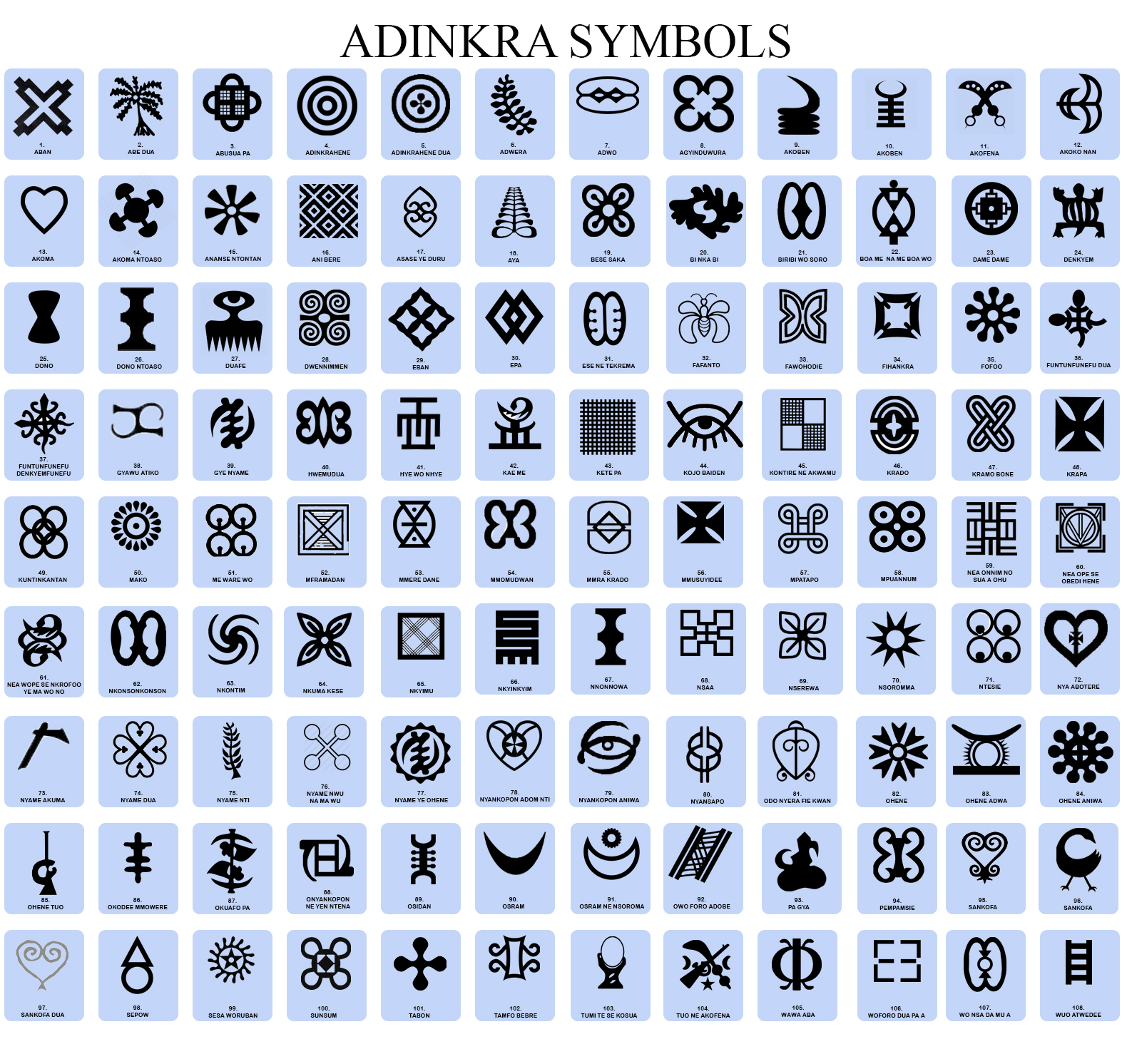
Adinkrasymboler

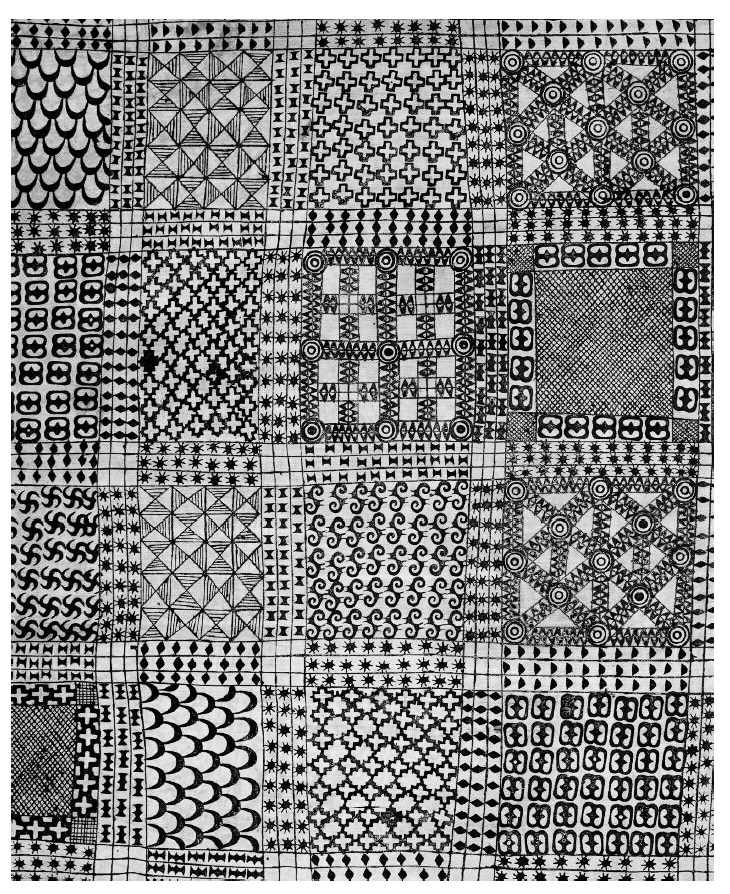
Sorgetyg från 1700-talet med adinkrasymboler